# Гайнулліна Алсу Аскарівна
Гайнулліна Алсу Аскарівна (народилася 24 лютого 1954 року в с. Дрожжаноє  Дрожжанівського району Татарської АРСР, Російська РФСР, СРСР) — татарська та російська акторка, Заслужена артистка Татарської АРСР (1980), народна артистка Татарської АРСР (1986) і Російської Федерації (1996), артистка Татарського академічного театру імені Галіаскара Камала. Лауреатка Державної премії РРФСР імені К. С. Станіславського (1991).

## Біографія
Алсу Аскарівна Гайнулліна народилася 24 лютого 1954 року в с. Дрожжаноє  Дрожжанівського району Татарської АРСР. У 1974 році закінчила Казанське театральне училище (курс М. X. Салімжанова) і в цьому ж році почала роботу в  Татарському державному академічному театрі імені Галіскара Камала.
По справжньому актриса розкрилася, зігравши роль Лариси («Безприданниця» О. Островського). Театральними критиками ця роль була визнана найкращою на радянській сцені в 1980-х роках і принесла актрисі Державну премію РРФСР.
- 1986 рік — народна артистка Республіки Татарстан;
- 1996 рік — Народна артистка Російської Федерації;
- 1990 рік — лауреат Державної премії Росії;
- 2013 рік — лауреат Державної премії Республіки Татарстан імені Г. Тукая.[3]

## Родина
Чоловік — Хайруллін Ільдар Зіннурович, актор Татарського державного академічного театру імені Г. Камала, педагог, заслужений і народний артист Республіки Татарстан, заслужений артист Російської Федерації.
Син — Хайруллін Іскандер Ільдарович — відомий актор Татарського державного академічному театрі імені Г. Камала, заслужений і народний артист Республіки Татарстан, лауреат Державної премії Республіки Татарстан імені Г. Тукая